# Бейди
Бейди (пол. Bejdy) — село в Польщі, у гміні Ольшанка Лосицького повіту Мазовецького воєводства.
Населення — 180 осіб (2011).

## Демографія
Демографічна структура станом на 31 березня 2011 року:
|          | Загалом | Допрацездатний вік | Працездатний вік | Постпрацездатний вік |
| -------- | ------- | ------------------ | ---------------- | -------------------- |
| Чоловіки | 91      | 20                 | 54               | 17                   |
| Жінки    | 89      | 16                 | 48               | 25                   |
| Разом    | 180     | 36                 | 102              | 42                   |